# Chlenias psolina
Chlenias psolina är en fjärilsart som beskrevs av Turner 1919. Chlenias psolina ingår i släktet Chlenias och familjen mätare. Inga underarter finns listade i Catalogue of Life.